# Batalha de Noreia
A Batalha de Noreia de 112 a.C. foi a primeira batalha da Guerra Címbria entre a República Romana e as tribos proto-germânicas migratórias dos cimbros e dos teutões e terminou em derrota para os romanos. Foi travada perto de Noreia, a capital do Reino Nórico, cuja localização precisa é desconhecida, mas que provavelmente ficava em lugar da moderna Caríntia, na Áustria.

## Contexto
Cimbros e teutões abandonaram as suas terras natais às margens do mar Báltico, na península de Jutlândia e no sul da Escandinávia. Viajaram para sudeste, onde enfrentaram os escordiscos. Depois da vitória, continuaram avançando até chegar ao Danúbio, no Reino Nórico (113 a.C.), lar dos tauriscos, aliados de Roma. Incapazes de suportar a massa migratória dos novos invasores, os tauriscos solicitaram ajuda romana. O cônsul Cneu Papírio Carbão respondeu marchando com suas legiões para Nórica, acampando perto de Aquileia.

## Batalha
Carbão ordenou a desocupação das terras dos tauriscos imediatamente. Os cimbros, após avaliarem o tamanho do exército romano e sua forte posição defensiva, conformaram-se. Contudo, Carbão não tinha intenção de permitir que os inimigos de Roma escapassem (e nem perder a oportunidade de obter um triunfo). Enviou guias para escoltar os cimbros e teutões de volta para a fronteira, mas a missão deles era, na realidade, guiá-los para uma emboscada que ele próprio preparara. Porém, provavelmente por causa da traição de algum dos guias, os proto-germânicos souberam do ardil que os esperava.
Com ampla superioridade numérica e já cientes da traição, os guerreiros germânicos atacaram o exército romano, que não apenas perdeu o elemento surpresa como foi ele próprio ser surpreendido pelo numeroso inimigo bárbaro. Uma tempestade no final do dia evitou a total destruição das forças romanas, pois os germânicos cessaram imediatamente a perseguição das tropas romanas sobreviventes, o que permitiu que Carbão reagrupasse suas forças e fugisse para a península Itálica. Contam os autores antigos que os germânicos temiam que os raios das tormentas fossem devidos à ira dos seus deuses contra a perseguição.

## Consequências
Carbão e parte do exército escaparam com vida, apesar de as tribos proto-germânicas terem se gabado posteriormente, incorretamente, da morte do comandante romano. À sua chegada a Roma, o Senado desonrou-o e encerrou seu consulado, mas não ordenou seu exílio como era costume com os comandantes completamente derrotados.
Roma preparou-se para o pior, pois o caminho para a Itália estava livro, mas cimbros e teutões misteriosamente decidiram seguir para o oeste, invadindo a Gália. Ali, em 105 a.C., na batalha de Aráusio, outra força militar romana, ainda maior, foi completamente aniquilada. Este desastre militar levaram a uma profunda reforma do exército romano, comandada pelo poderoso cônsul Caio Mário.